# 濱正悟
濱正悟（日语：／ Hama Shōgo，1994年8月22日—）是日本的演員、模特兒。

## 簡歷
2014年，於Sony Music × smart舉辦的模特兒・演員・藝人徵選中獲得準大獎，開始模特兒活動。

2015年，獲得GirlsAward × avex舉辦的「Boys Award Audition」特別獎。

2016年，加入晨間資訊節目《ZIP!》成為固定班底。

2017年，明治大學畢業。

2018年，在超級戰隊系列《快盜戰隊魯邦連者VS警察戰隊巡邏連者》中固定演出，飾演宵町透真／魯邦藍。

2022年，出演《不能相愛的兩個人》，所飾角色的暱稱「カズくん」連續三週登上Twitter趨勢，引起廣泛關注。同年，以《好像有點奇怪》的花岡一角首次主演民營電視台連續劇，並於《飛舞吧！》中首次參與晨間連續劇，以及在《鎌倉殿的13人》中飾演平維盛，首次出演大河劇。

2023年6月22日，開設官方網站及粉絲俱樂部「濱正悟 OFFICIAL SITE」。

## 作品

### 電視劇
- 下町火箭 火箭篇（2015年10月18日 - 11月15日，TBS）
- 快盜戰隊魯邦連者VS警察戰隊巡邏連者（2018年2月11日 - 2019年2月10日，朝日電視台）飾演 宵町透真／魯邦藍
- 長閑之庭 第2集（2019年6月9日，NHK BS Premium）
- NO SIDE GAME 第1集、第5集（2019年7月7日、8月11日，TBS）
- 咖啡和香草（2019年7月5日 - 9月6日，MBS）飾演 市柳雪
- Sign～法醫學者 柚木貴志的事件～ 第6集、第7集（2019年8月22日、8月29日，朝日電視台）飾演 野田時人
- SEDAI WARS（2020年1月6日 - 2月17日，MBS / 1月8日 - 2月19日，TBS）飾演 翼
- 100字構想製作的電視劇！第4集（2020年1月27日，東京電視台） 飾演 光琉
- 刑警與檢察官 第7集（2020年2月27日，朝日電視台）飾演 久保田
- 花生醬三明治（2020年4月3日 - 5月22日，MBS） 飾演 青木晴空
- CODE1515 第5集（2020年6月7日，BS富士）飾演 三島
- 世界奇妙物語2020夏季特別篇「污漬」（2020年7月11日，富士電視台）
- 闇芝居 真人版 （東京電視台）
  - 第6集「遠吠」（2020年10月15日）飾演 韮崎
  - 第7集「家庭照」（2020年10月22日）飾演 健次
- 過防疫小姐 第1集（2020年10月14日，日本電視台）飾演　鰤魚燉蘿蔔
- 將寄出這緣分，Mercari的真實故事 第2集（2020年11月11日，MBS）飾演 村田雄二
- 我想為你推薦一本書 第6集（2021年3月26日，WOWOW）飾演 水嶋
- 絕對會變成BL的世界VS絕不想變成BL的男人（2021年3月27日，朝日電視衛星台）飾演 秋人
- 涅墨西斯 第2集（2021年4月18日，日本電視台）飾演 葉山
- 孤僻女的一人飯 第1集（2021年7月1日，東京電視台）
- TOKYO MER～行動急診室～ 第3集、最終集（2021年7月18日、9月12日，TBS）飾演 中野悟志
- 小子愛找茶（2021年10月8日 - 12月24日，東京電視台）飾演 北沼
- 岸邊露伴一動也不動 第4集（2021年12月27日，NHK綜合頻道）飾演 健身房的年輕男子
- 不能相愛的兩個人（2022年1月10日 - 3月21日，NHK綜合頻道）飾演 松岡一
- 和歌子酒 第6季 第5集（2022年2月8日，BS東視）飾演 客人
- liar（2022年2月16日 - 4月6日，MBS、TBS）飾演 大柳彌
- NHK大河劇 鎌倉殿的13人（2022年3月6日，NHK綜合頻道）飾演 平維盛
- 好像有點奇怪（2022年6月1日 - 7月6日，東京電視台）飾演 花岡　　※主演
  - 好像有點奇怪2 第5集 - 最終集（2023年5月3日 - 6月21日）飾演 花岡優一
- 晨間劇 飛舞吧！ 第36回（2022年11月22日 - ，NHK綜合頻道）飾演 中澤真一
- 真相在耳中 第8集（2022年12月10日，東京電視台）飾演 唐木田幸斗
- 親友是惡女（2023年1月8日 - 3月26日，BS東視）飾演 小關大空
- BLUE BIRTHDAY（2023年2月8日 - 3月29日，關西電視台）飾演 南悠斗
- #who am I（2023年3月8日 - 22日，富士電視台）飾演 和久井陽
- 枕邊細語 第2集（2023年3月22日，CBC電視台）飾演 小田進次郎
- 民宿的秘密佐料（2023年7月27日 - 9月21日，CBC電視台）飾演 綠川春陽　　※主演[10]
- 你是星期幾出生的（2023年8月6日 - 10月8日，朝日放送電視台、朝日電視台）飾演 城崎健人
- 介意超市購物籃裡的東西的我 第3集、第6集（2023年8月12日、9月2日，中京電視台、日本電視台）飾演 海馬尚恩
- Great Gift（2024年1月18日 - 3月14日，朝日電視台）飾演 月足修平
- 新的恐怖 第2集「四角」（2024年4月26日，日本電視台）飾演
- 小夫妻的火烤新婚生活〜交往0天先結婚再談戀愛吧〜（2024年7月5日 - 9月6日，讀賣電視台）飾演 戶田裕貴
- 傳說頭目 翔 第4集（2024年8月9日，朝日電視台）飾演 神尾美銳
- 毒戀（2024年9月17日 - 12月10日，TBS）飾演 志波令真（※與兵頭功海雙主演）[11]
- 黃金神威-北海道刺青囚犯爭奪篇- 第1集、第3集（2024年10月6日、20日，WOWOW）飾演 三島劍之助
- 潛入兄妹 特殊詐欺特命搜查官 第6集（2024年11月9日，日本電視台）飾演 嘉瀨大地
- 並非不願接受（2025年4月3日 - 6月19日，東京電視台）飾演 縫目玄
- MADDER（2025年4月11日 - 6月13日，關西電視台・富士電視台）飾演 森野真治
- IGNITE 第7集、第8集（2025年5月30日、6月6日，TBS）飾演 鳥自爺 / 吉野潤一

### 網劇
- 遇見猴子 第3集（2020年4月17日，dtv）
- 列島制覇－非道之兔 第2集、第3集（2021年4月16日，U-NEXT）飾演 鈴木
- 酒癖50 第2集（2021年7月22日，ABEMA）飾演 小松
- 人到30又如何（2022年1月13日 - ，ABEMA）飾演 濱田
- AKB48之歌 第5集、第6集「大聲鑽石」（2022年6月18日、25日，hikaritv）飾演 賢一
- 想聯繫，撒謊2（2022年12月27日 - ，LINE NEWS「VISION」）飾演 矢島誠司
- BLUE BIRTHDAY -最棒的生日-（2023年3月29日・31日，dTV）飾演 南悠斗
- 再見吧，槍警視廳特別槍裝班（2023年4月14日 - ，Lemino）飾演 加成屋輪
- 10年前的放學後（2023年8月27日、9月3日，TVer、ABEMA）飾演 城崎健人

### 電影
- 人狼遊戲4：越獄（2016年7月2日）飾演 清野康太
- 新參者完結篇：當祈禱落幕時（2018年1月27日）
- 超級戰隊系列 宵町透真／魯邦藍
  - 快盜戰隊魯邦連者VS警察戰隊巡邏連者 en film（2018年8月4日）
  - 快盜戰隊魯邦連者VS警察戰隊巡邏連者VS宇宙戰隊九連者（2020年2月8日）
- 滾動的彈珠（2020年2月7日）
- 我的家住著趕不走的怪物（2020年3月6日）飾演 中村聰
- 一步一步的愛（2020年7月17日）
- 真・鮫島事件（2020年11月27日）飾演 亮
- 拿破崙和我（2021年7月2日）飾演 拿破崙
- DIVOC-12「死靈軍團怒之DIY」（2021年10月1日）
- 女演員蒙太奇（2021年12月3日）飾演 平本優太
- 灰色之壁（2022年2月25日）飾演 間間瀬
- IDOL NEVER DiES（2022年5月6日）飾演 二瓶烈
- 辻占戀慕（2022年5月21日）飾演 一里塚郷
- 別離之歌（2022年11月15日）飾演 夢大　　※主演
- Manami 100%（2023年9月29日）飾演 藤井
- 不誠實通信（2023年10月20日）飾演 Ito
- 黃金神威（2024年1月19日）飾演 三島劍之助
- 戀愛終婚（2024年10月18日）飾演 桂木一輝　　※主演
- 螢幕中的人（上映日期未定）飾演 大道翔太　　※主演

## 外部連結
- 濱正悟的X（前Twitter）
- 濱正悟的Instagram帳戶